# Wordsworth Editions
Wordsworth Editions è un editore britannico noto per la pubblicazione di classici della letteratura e saggi a prezzi contenuti.
L'azienda è stata fondata da Michael Tryler nel 1987. All'attivo conta oltre 500 pubblicazioni con un catalogo sempre in aggiornamento.